# سبورتس تشامبيونز
سبورتس تشامبيونز (بالإنجليزية: Sports Champions)‏ هي لعبة فيديو من نوع ألعاب رياضية، صدرت في 21 أكتوبر 2010. وهي متوفرة على أجهزة بلاي ستيشن 3 . اللعبة من تطوير سان دييغو ستوديو وزنداغي غيمز وهي من نشر سوني كمبيوتر إنترتينمنت.